# Igreja Presbiteriana Westminster nos Estados Unidos
A Igreja Presbiteriana Westminster nos Estados Unidos (em inglês Westminster Presbyterian Church in the United States) foi uma denominação presbiteriana, fundada nos Estados Unidos em 2006, pelo Rev. Brian Schwertley, anteriormente vinculado à Igreja Presbiteriana Reformada do Pacto e outros pastores anteriormente vinculados a outras denominações presbiterianas.
A denominação existiu até a década de 2010. Depois disso, algumas de suas igrejas se uniram à Igreja Presbiteriana Reformada da América do Norte, outras à Igreja Presbiteriana Reformada - Presbitério de Hanover e outras permaneceram independentes.

## História
Na década de 1990, o Rev. Brian Schwertley trabalhou como pastor associado na Igreja Presbiteriana Reformada da América do Norte. Neste período, plantou igrejas na região dos Grandes Lagos.
Em 2001, Schwertley foi recebido como pastor pela Igreja Presbiteriana Reformada nos Estados Unidos e em 2004, tornou-se pastor da Igreja Presbiteriana Reformada de Manawa, vinculada à Igreja Presbiteriana Reformada do Pacto (IPRP).
Todavia, em 2006, a igreja local se separou da IPRP e, juntamente com pastores e igrejas que se separaram da Igreja Presbiteriana na América e Igreja Presbiteriana Ortodoxa, iniciou uma nova denominação, chamada Igreja Presbiteriana Westminster nos Estados Unidos (IPWEU).
Em 2008, a denominações atingiu seu pico, com 7 igrejas federadas.
Em 2014, parte das igrejas anteriormente vinculadas à denominação formaram a Igreja Presbiteriana Evangélica Westminster.
A denominação existiu até a década de 2010. Depois disso, algumas de suas igrejas se uniram à Igreja Presbiteriana Reformada da América do Norte, outras à Igreja Presbiteriana Reformada - Presbitério de Hanover e outras permaneceram independentes.

## Doutrina
A IPWEU subscrevia o Credo dos Apóstolos, Credo de Atanásio, Credo Niceno-Constantinopolitano e Declaração de Calcedônia.
Além disso, subscrevia a Confissão de Fé de Westminster, Catecismo Maior de Westminster e Breve Catecismo de Westminster. 
Se diferenciava de outras denominações presbiterianas por adotar a salmodia exclusiva, o complementarismo, a teonomia, o Criacionismo da Terra Jovem e por se opor à ordenação de mulheres.